# Kagoma (periodiskt vattendrag i Burundi, Muyinga)
Kagoma är ett periodiskt vattendrag i Burundi.   Det ligger i provinsen Muyinga, i den norra delen av landet, 110 kilometer nordost om huvudstaden Bujumbura.
Omgivningarna runt Kagoma är en mosaik av jordbruksmark och naturlig växtlighet. Runt Kagoma är det ganska tätbefolkat, med 230 invånare per kvadratkilometer.